# Mùa anh đào (phim truyền hình)
Mùa anh đào (tựa gốc tiếng Thổ Nhĩ Kỳ: Kiraz Mevsimi) là một phim truyền hình thuộc thể loại tâm lý tình cảm của Thổ Nhĩ Kỳ từ năm 2014. Phim được phát sóng tại Ba Lan từ 1 tháng 6 đến 12 tháng 8 năm 2015 trên kênh TV Puls. Và được phát sóng tại Việt Nam vào tháng 4 năm 2017 trên kênh VTV3. Hiện phim đang phát sóng mùa 1 gồm 51 tập.

## Nội dung
Phim kể về câu chuyện của một cô sinh viên trẻ muốn trở thành nhà thiết kế giỏi nhất thế giới – Öykü. Cô phải lòng với Mete, anh trai của bạn cô. Mête coi cô như một người bạn. Thêm vào đó, anh đã có bạn gái. Trong cuộc sống của cô đột nhiên xuất hiện người bạn Mete - Ayaz, là người con trai của nhà thiết kế thời trang hàng đầu. Ayaz ngay lập tức phải lòng Oyku, nhưng ban đầu cô không chấp nhận. Hai người sau đó ngẫu nhiên trở thành một đôi. Mẹ của Ayaz không chấp nhận sự lựa chọn của con trai nên cùng với Seyma cố gắng chia rẽ đôi tình nhân. Tuy nhiên âm mưu của họ không thành công. Qua thời gian, Mete nhận ra anh yêu Oyku, người mà trước đây anh ta từ chối. Mete ganh đua với Ayaz để giành sự chú ý của cô. Những nỗ lực của anh bất ngờ gây ra một tai nạn xe hơi, làm cho Oyku bị mất trí nhớ và quên đi mối tình với Ayaz. Ayaz vẫn đang cố gắng để nhen nhóm lại tình cảm cũ cho người yêu còn Mete cố gắng để nắm bắt cơ hội tranh thủ tình cảm với người mà anh ta đã bỏ lỡ một lần. Öykü hồi phục trí nhớ và quay về bên Ayaz nhưng tình cảm của họ luôn bị đe dọa bởi âm mưu của Önem, Şeyma và Mete, người không chịu từ bỏ Öykü. Cuối cùng Öyku và Ayaz cũng kết hôn.

## Diễn viên
- Özge Gürel vai Öykü Acar
- Serkan Çayoğlu vai  Ayaz Dinçer
- Nilperi Sahinkaya – Şeyma Çetin
- Dağhan Külegeç – Mete Uyar
- Nihal Işıksaçan – Burcu Uyar
- Aras Aydın – Emre Yigit
- Fatma Toptas – Sibel Korkmaz
- Serkan Börekyemez – Ilker Korkmaz
- Neslihan Yeldan – Önem Dinçer
- Nezih Cihan Aksoy – Olcay
- Aysegül Ünsal – Meral Acar
- Tamer Berke Sarikaya – Cem Acar
- Hasan Sahinturk - Mike Acar
- Hakan Çimenser – Bülent Uyar
- Atilla Saral vai Mehmet Karaylı
- Jale Arıkan - Monika Tessa
- Ozgur Cevik vai Derin'in

## Phát sóng
| Quốc gia              | Kênh                  | Tiêu đề                               | Ngày phát sóng      |
| --------------------- | --------------------- | ------------------------------------- | ------------------- |
| Thổ Nhĩ Kỳ            | Fox                   | Kiraz Mevsimi                         |                     |
| Bắc Síp               | Fox                   | Kiraz Mevsimi                         | 4 tháng 2 năm 2014  |
| Nga                   | Ю TB                  | Вишневый сезон                        | 10 tháng 5 năm 2016 |
| Ý                     | Calane 5              | Cherry Season - La stagione del cuore | 6 tháng 6 năm 2016  |
| Puerto Rico           | Telemundo Puerto Rico | Amar es Primavera                     | 18 tháng 1 năm 2017 |
| Bulgaria              | Diema Family          | Cезонът на черешите                   | 1 tháng 4 năm 2017  |
| Việt Nam              | VTV3                  | Mùa anh đào                           | 3 tháng 5 năm 2017  |
| Ba Lan                | TV Plus               | Sezon na miłość                       | 1 tháng 6 năm 2015  |
| Indonesia             | Trans TV              | Cinta di Musim Cherry                 | 3 tháng 8 năm 2015  |
| Pakistan              | ARY Zindagi           | Aashiqui                              |                     |
| Hoa Kỳ                | Telemundo             | Amar Es Primavera                     | 7 tháng 2 năm 2017  |
| Bắc Macedonia         | TV Sitel              | Сезона на црешите                     | 20 tháng 5 năm 2018 |
| Trung Đông và Bắc Phi | MBC4                  | موسم الكرز                            | 20 tháng 3 năm 2016 |
| México                | Imagen Televisón      | Amar Es Primavera                     |                     |
| Nam Mỹ                | Pasiones LatAm TV     | La Estación Del Amor                  | 18 tháng 6 năm 2018 |
| Litva                 | TV8                   | Meilės žiedai                         | 13 tháng 2 năm 2017 |
| Peru                  | ATV (Peru)            | Amar Es Primavera                     | 31 tháng 7 năm 2018 |
| Albania               | Jolly HD              | Stina E Qershive                      |                     |
| Tây Ban Nha           | Divinity              | Amar Es Primavera: Cherry Season      | 3 tháng 2 năm 2020  |